# Lycaena gordius-albescens
Lycaena gordius-albescens är en fjärilsart som beskrevs av Charles Oberthür. Lycaena gordius-albescens ingår i släktet Lycaena och familjen juvelvingar. Inga underarter finns listade i Catalogue of Life.